# Hugo Ekitike
Hugo Ekitike (sau Ekitiké; n. 20 iunie 2002, Reims, Franța) este un fotbalist francez, care joacă pe post de atacant la Liverpool în Premier League. Pe plan internațional, are prezențe la națională pentru Franța U20⁠(d) și Franța U21⁠(d).
Tatăl său este camerunez iar mama sa este franțuzoaică.

## Cariera de fotbalist
Pe 12 iulie 2020, Ekitike a semnat primul său contract profesionist cu Stade de Reims. Pe 29 ianuarie 2021, Ekitike s-a alăturat clubului Vejle Boldklub din Superliga Daneză, împrumutat pentru restul sezonului. Pe 16 iulie 2022, Paris Saint-Germain a anunțat semnarea contractului cu Ekitike, împrumutat pe un sezon, cu opțiune de cumpărare, pentru suma de 35 de milioane de euro, inclusiv bonusuri. Pe 13 noiembrie, a marcat primul său gol pentru Paris Saint-Germain într-o victorie cu 5-0 pe teren propriu împotriva lui Auxerre. A terminat sezonul cu patru goluri și patru pase decisive în treizeci și două de meciuri, câștigând primul său titlu în Ligue 1. În iunie 2023, transferul său la PSG a devenit permanent, în schimbul sumei de 28,5 milioane de euro, plus 6,5 milioane de euro în bonusuri.
Pe 1 februarie 2024, Ekitike a fost împrumutat la Eintracht Frankfurt din Bundesliga până la sfârșitul sezonului, cu opțiune de cumpărare. Pe 19 aprilie, a marcat primul său gol pentru club într-o victorie cu 3-1 pe teren propriu împotriva FC Augsburg. Pe 26 aprilie, opțiunea de cumpărare din contractul de împrumut al lui Ekitike la Eintracht Frankfurt a fost activată, iar el a fost transferat pentru o sumă de 16,5 milioane de euro. A semnat un contract până la sfârșitul sezonului 2028-2029.
În iulie 2025, Ekitike a fost cumpărat de Liverpool FC în schimbul sumei de 80 de milioane de euro, plus alte 11,5 milioane în diferite bonusuri de-a lungul următoarelor sezoane. Ekitike a semnat cu Liverpool un contract pentru șase sezoane.

## Trofee obținute
Paris Saint-Germain
- Ligue 1: 2022–23,[3] 2023–24[4]

Franța U20
- Maurice Revello Tournament: 2022

Individual
- Echipa Sezonului în Bundesliga: 2024–25[5]